# Plus Computers
Plus Computers este o companie furnizoare de produse IT și multimedia din Cluj Napoca.
Compania desfășoară și activități de proiectare, implementare și mentenanță a rețelor de calculatoare, rețele de cablare structurată de date și voce, sisteme de securitate a rețelelor informatice, soluții wireles, aplicații software.
Compania a fost înființată în anul 2002 și are trei asociați.
Plus Computers Group este distribuitorul mărcilor Dell, Lenovo, Toshiba, Philips, Sony, Samsung, Mercury, A-Data, Asus, Gigabyte, Intel, AMD, Western Digital, Seagate, Maxtor, Kingmax, Canon, Lexmark, Benq, Sparkle și Fujitsu-Siemens.
Comercializarea produselor Plus Computers se realizează prin canalele de distribuție din țară, a magazinelor de retail, a magazinelor virtuale ecost.ro și azsoft.ro și a punctelor de lucru din Cluj-Napoca, Târgu-Mureș și Mediaș.
Număr de angajați în 2009: 35
Cifra de afaceri:
- 2008: 5,2 milioane euro[1]
- 2007: 4,8 milioane euro[1]